# Odiham
Odiham is een Engels stadje en civil parish in het Hart district in Hampshire. Het telt 5616 inwoners. Odiham wordt voor het eerst vermeld in het Domesday Book (1086), onder dezelfde naam als tegenwoordig. Ten zuiden van de plaats is er een vliegveld van de Royal Air Force gevestigd, RAF Odiham.

## Odiham kasteel

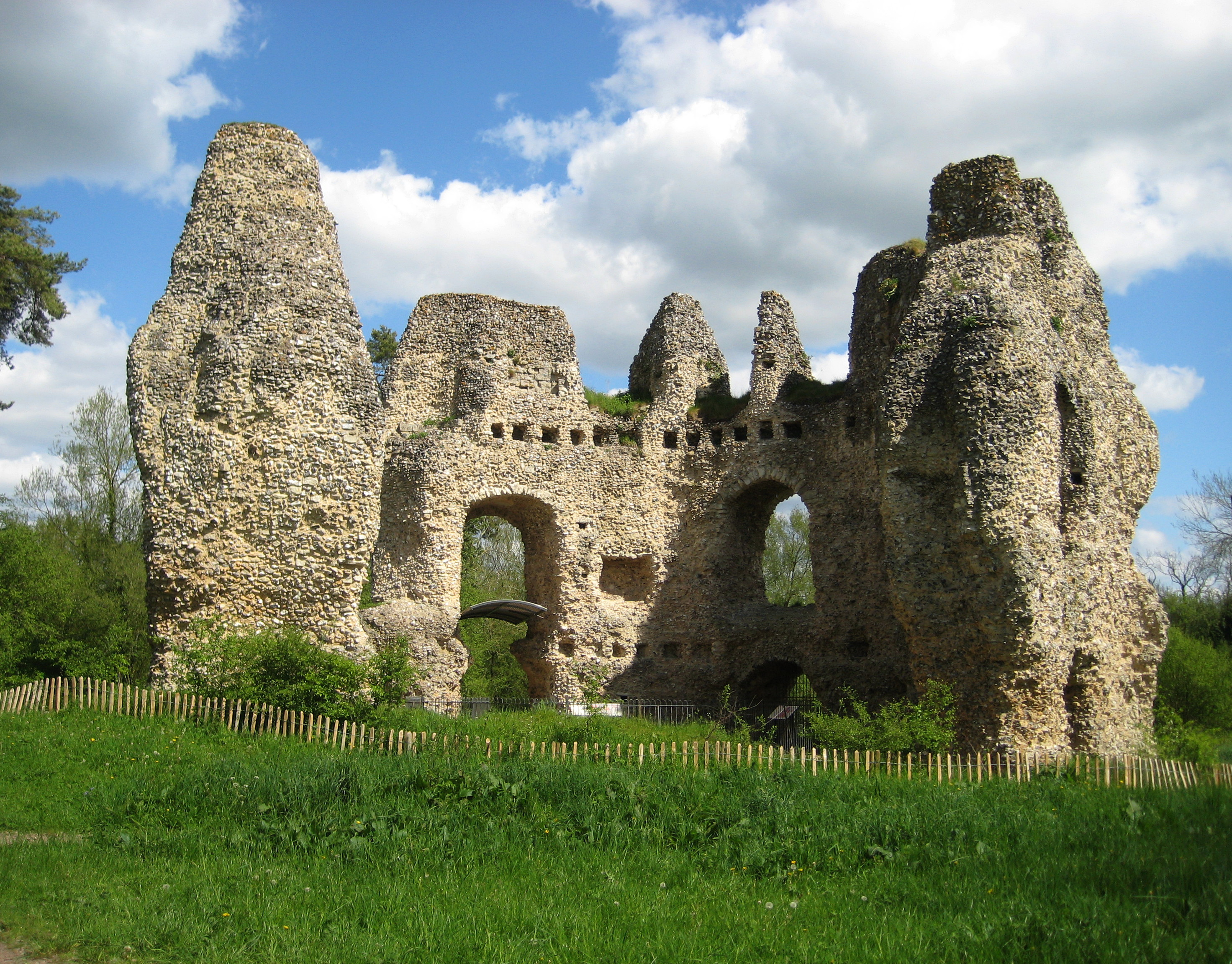
Ruïne van het Odiham kasteel

Koning Jan zonder Land liet in Odiham een kasteel bouwen in de periode van 1207 tot 1214. Hij overnachtte er op 14 juni 1215, alvorens de volgende dag in Runnymede de Magna Carta te gaan ondertekenen. In 1238 werd het de verblijfplaats van Simon V van Montfort, een zwager van Jan zonder Land.
In de 14e eeuw speelde het kasteel een rol in een aantal belangrijke gebeurtenissen. In 1303 vond er een zitting plaats van het parlement en na de Slag bij Neville's Cross in 1346 werd koning David II van Schotland er gedurende 11 jaar opgesloten.
In de 15e eeuw werd het kasteel gebruikt als jachthuis en in 1605 werd het beschreven als een ruïne. 

## Pesthuis

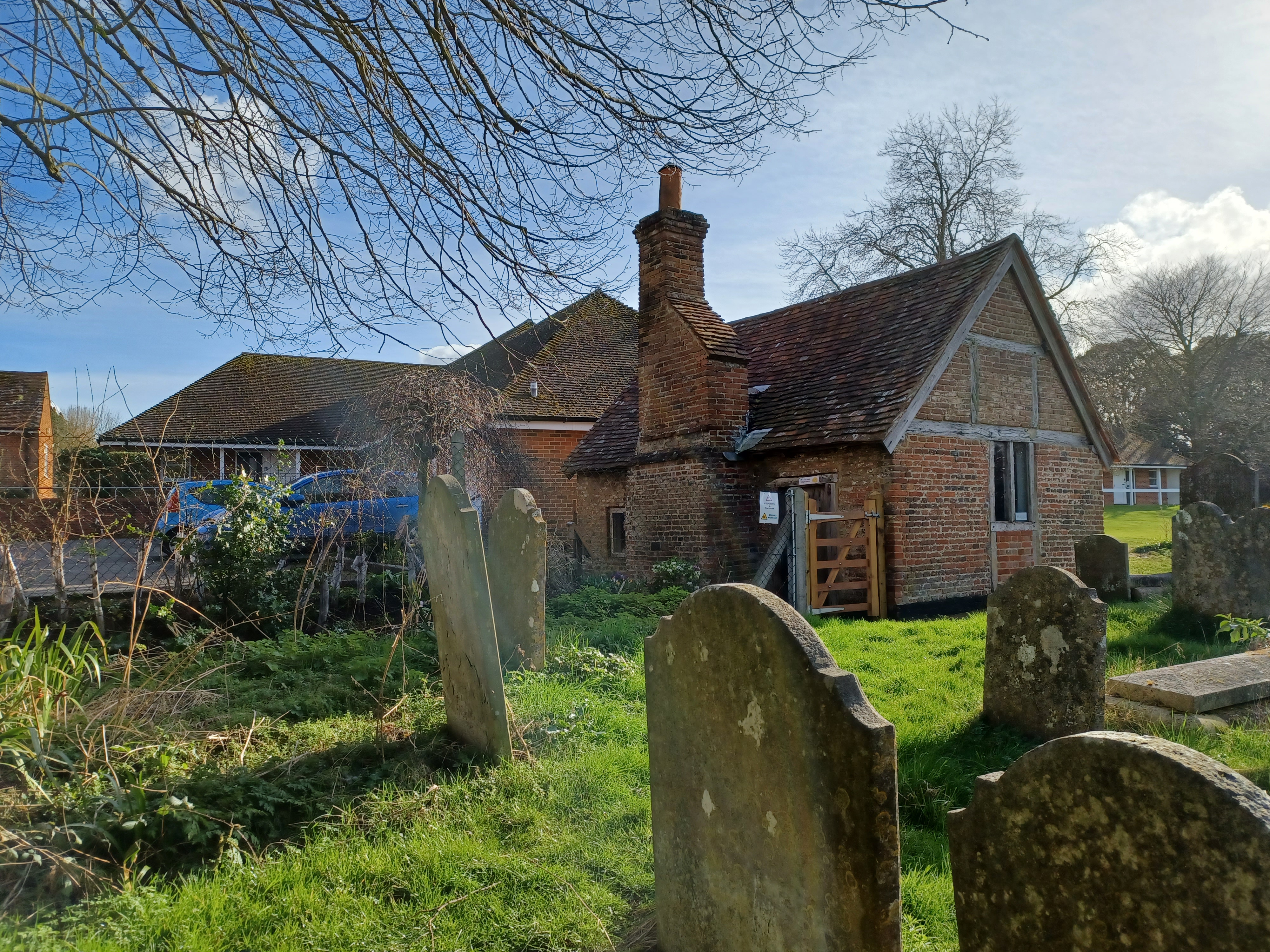
Pesthuis van Odiham

Het pesthuis dateert van ca. 1622 en werd in 1981 gerestaureerd. Het is een van de slechts vijf overgebleven pesthuizen in Groot-Brittannië. 